# Парикмахерский квартет

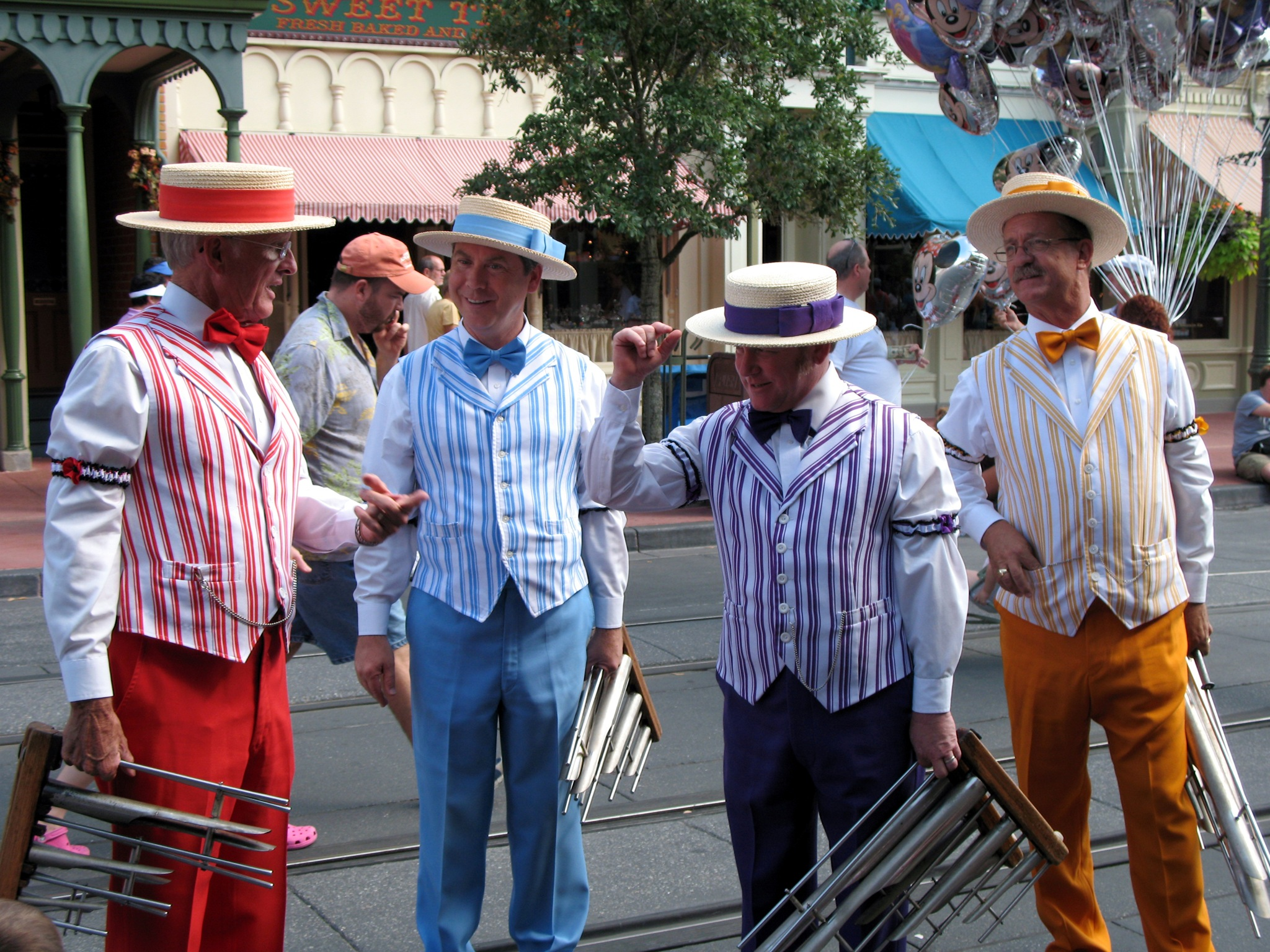
Парикмахерский квартет The Dapper Dans

Парикмахерский квартет (англ. barbershop quartet, barbershop chorus) — стиль вокальной популярной музыки а капелла, возникший в начале 1900-х годов в США. Представляет собой ансамбль из четырёх не сопровождаемых инструментами мужских голосов: тенор, бас, баритон и солист (тенор). Песни в этом стиле исполняются так: солист определяет мелодию, тенор гармонирует над мелодией, бас исполняет низкие гармонизирующие ноты и баритон завершает аккорд. Во время пения исполнители могут применять приёмы, называемые «snakes» и «swipes», когда аккорд изменяется не мелодичными голосами.
Стереотипным представлением парикмахерского квартета является ансамбль мужчин-денди в полосатых жилетах и соломенных шляпах. Исторически стиль образовался из любительских собраний певцов, которые зачастую использовали помещение местной парикмахерской (англ. barbershop), отсюда и название — «парикмахерский квартет». Хотя в этом стиле часто поют певцы с белым цветом кожи, некоторые историки считают, что он происходит из афроамериканской культуры.

## История
Поток иммигрантов принес в США многочисленный репертуар из гимнов, псалмов, народных песен и прочего. Эти песни часто исполнялись в четыре партии низкими голосами. В середине 1800-х годов в США были распространены шоу менестрелей, на которых исполнялись песни, романтизирующие жизнь на плантациях. Позднее эти шоу были вытеснены водевилями, но традиция исполнения песен в четыре голоса сохранилась.
Стиль «парикмахерский квартет» ассоциируется с чёрными южными квартетами 1870-х годов, такими как «The American Four» и «The Hamtown Students». Гармонирующее «ломание» аккорда и импровизация были характерны для африканских певчих коллективов. Черные квартеты были обычным явлением в «барбершопах», как например в Joe Sarpy’s Cut Rate Shaving Parlor в Сент-Луисе или в Джексонвилле, штат Флорида, где историк африканского происхождения Джеймс Уэлдон Джонсон отмечает:

Похоже, что у каждой парикмахерской был свой квартет.
Оригинальный текст (англ.)Every barbershop seemed to have its own quartet.
— The Origins of Barbershop Harmony. www.acappellafoundation.org. Дата обращения: 14 мая 2018.
Первое письменное использование прилагательного парикмахерский по отношению к квартету певцов датируется 1910 годом с выходом песни «Play That Barbershop Chord». К тому моменту этот термин уже был у всех на слуху.
Настоящее распространение этого стиля по стране началось с появления фонографа. В начале 1900-х успех продажи записей на носителях зависел от предпочтений широких масс в музыке, поэтому зачастую для записей выбирались песни с простыми мелодиями, средними вокальными диапазонами и словами на простые темы из жизни. В эпоху Tin Pan Alley множество профессиональных квартетов пытались занять нишу, что способствовало укреплению этого стиля исполнения на рынке звукозаписи.
Музыка в этом стиле была очень популярна в период между 1900 и 1919 годами. Современные квартеты одеваются в костюмы характерные для водевилей того времени — полосатые жилеты и соломенные шляпы лодочников.
С появлением радио происходит сдвиг в американской популярной музыке. Музыка становилась сложнее и прежние песни уже не могли адаптироваться к джазовым ритмам и мелодиям, которые лучше подходили для танцев. Тем не менее, на радио звучали квартеты и стиль был ещё относительно популярен, однако, с этого момента начался его фактический спад. В 1920-х годах стиль постепенно исчезал.

### Возрождение и современное положение
Налоговый адвокат Талсы Оуэн Кэш (англ. Owen C.Cash), путешествуя по Канзас-Сити, как то повстречался со своим коллегой Рупертом Холлом (англ. Rupert I. Hall) в холле отеля Muehlebach Hotel. За разговором они обнаружили взаимную любовь к стилю парикмахерских квартетов и отметили его упадок. Решив это прекратить, 11 апреля 1938 года они, именуя себя «Society for the Preservation and Propagation of Barber Shop Quartet Singing in the United States» (SPEBSQSA, рус. Общество по сохранению и пропаганде парикмахерских квартетов в США), пригласили на песенный фестиваль своих друзей, проводившийся на крыше здания Tulsa Club. На первом фестивале присутствовало всего 26 человек, однако уже к третьему фестивалю количество людей увеличилось до 150, что привело к пробке возле здания. Возникновение пробки привлекло к мероприятию журналистов, чем воспользовался Оуэн Кэш, заявив в интервью, что SPEBSQSA имеет национальный масштаб с отделениями в Сент-Луисе, Канзас-Сити и других частях страны, имея в виду своих друзей (которые даже не знали об этом мероприятии), но репортёры этого не поняли. В итоге, такая реклама, а также необычное название привели к появлению множества сообществ по северной части США от одного берега до другого, выступавших от имени SPEBSQSA.
Сейчас SPEBSQSA, существующая под современным названием Barbershop Harmony Society, является крупнейшей организацией в США и Канаде, насчитывающая около 23 000 членов, и поддерживает исполнителей различных жанров вокальной музыки.

## Типичные песни
Сообществом Barbershop Harmony Society был создан список из 12 песен, считающийся стандартным репертуаром для парикмахерских квартетов:
- «Down by the Old Mill Stream»
- «Down Our Way»
- «Honey/Little 'Lize-Medley» (Traditional, arr. Floyd Connett)
- «Let Me Call You Sweetheart»
- «My Wild Irish Rose»
- «Shine on Me»
- «The Story of the Rose» («Heart of My Heart»)
- «Sweet Adeline (You’re The Flower Of My Heart)»
- «Sweet and Lovely»
- «Sweet, Sweet Roses of Morn»
- «Wait 'Til the Sun Shines, Nellie»
- «You Tell Me Your Dream (I’ll Tell You Mine)»

28 мая 2015 года список был дополнен:
- «Bright Was The Night»
- «Caroline»
- «(When It’s) Darkness On The Delta» (Levinson, Neiburg, Symes)
- «Drivin’ Me Crazy»
- «From The First Hello To The Last Goodbye» (words & music: Johnny Burke)
- «Goodbye, My Coney Island Baby / We All Fall»
- "Hello Mary Lou (Goodbye Heart)
- «I Don’t Know Why (I Just Do)»
- «I’ve Been Working on the Railroad»
- «Lida Rose / Will I Ever Tell You»
- «Over The Rainbow»

Многие современные квартеты отходят от канонов: часто можно услышать современные песни, исполняемые в этом стиле с применением необычных и привлекающих внимание аранжировок.